# Doña Tula, suegra
Doña Tula es el título de una serie de historietas creada por el autor español José Escobar Saliente en 1951, que hace escarnio de las relaciones entre suegras y yernos.
Tal era su contenido, que la censura imperante en la España de la época impidió su realización de forma regular, lo que hizo que esta fuese una de las series más efímeras del artista catalán.

## Trayectoria editorial
"Doña Tula" apareció en el primer número de la revista El DDT (1951).
La promulgación del Decreto de 24 de junio de 1955 sobre ordenación de la prensa infantil y juvenil, supuso la desaparición de "Doña Tula" de la revista.
En 1959, volvió a aparecer en los números 27 a 30 del Suplemento de historietas de El DDT con el título de "Doña Tula pasa unos días con sus sobrinos" e importantes modificaciones.

## Valoración
Para Terenci Moix, Doña Tula es uno de los personajes más acabados de Escobar y su serie representa el paso de la preocupación por las apariencias a las del dominio dentro de las familias de clase media, aunque se quedó en una caricatura, más bien superficial, del matriarcado.